# Marktplatz 19 (Aub)

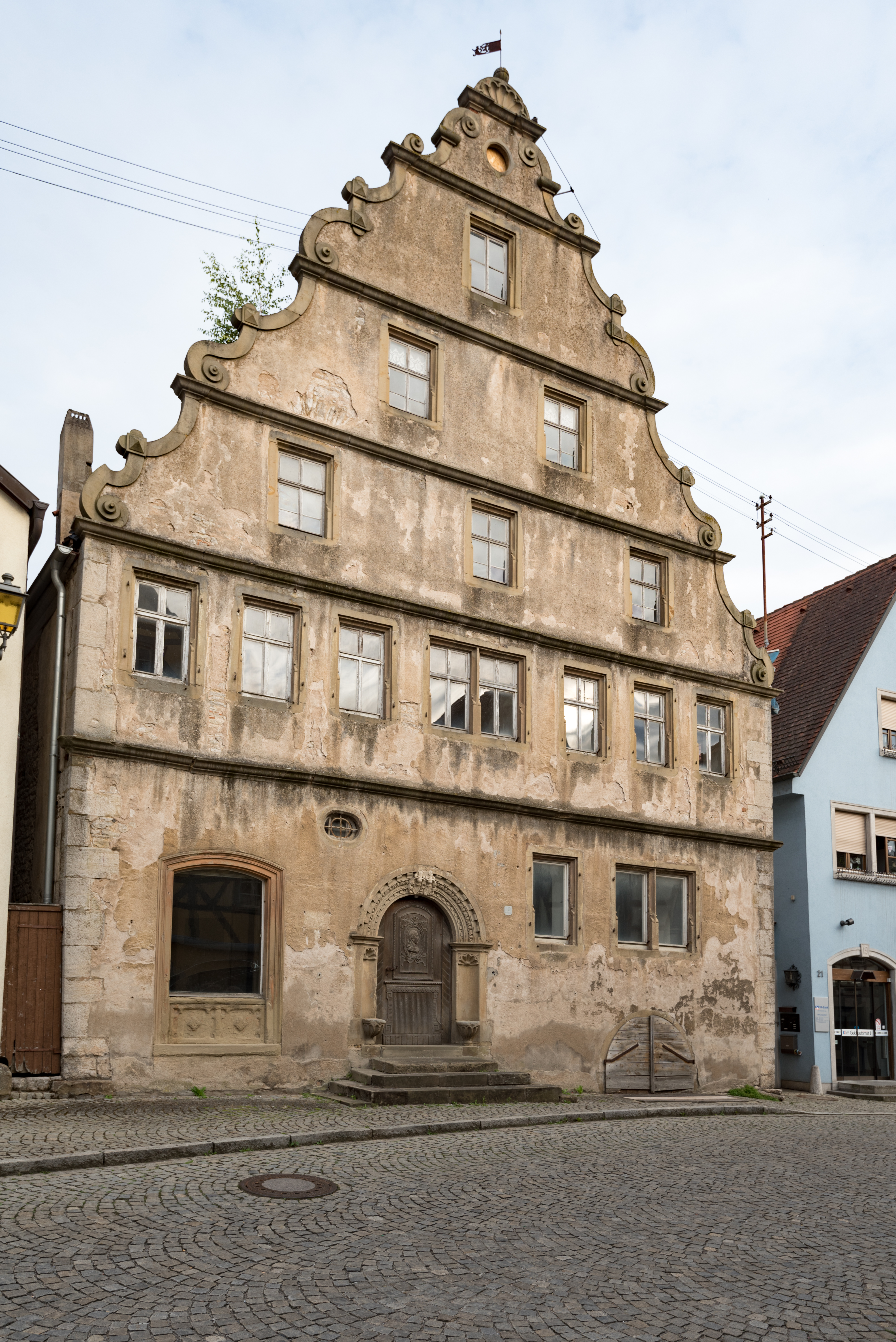
Wohnhaus Marktplatz 19 in Aub (2017)

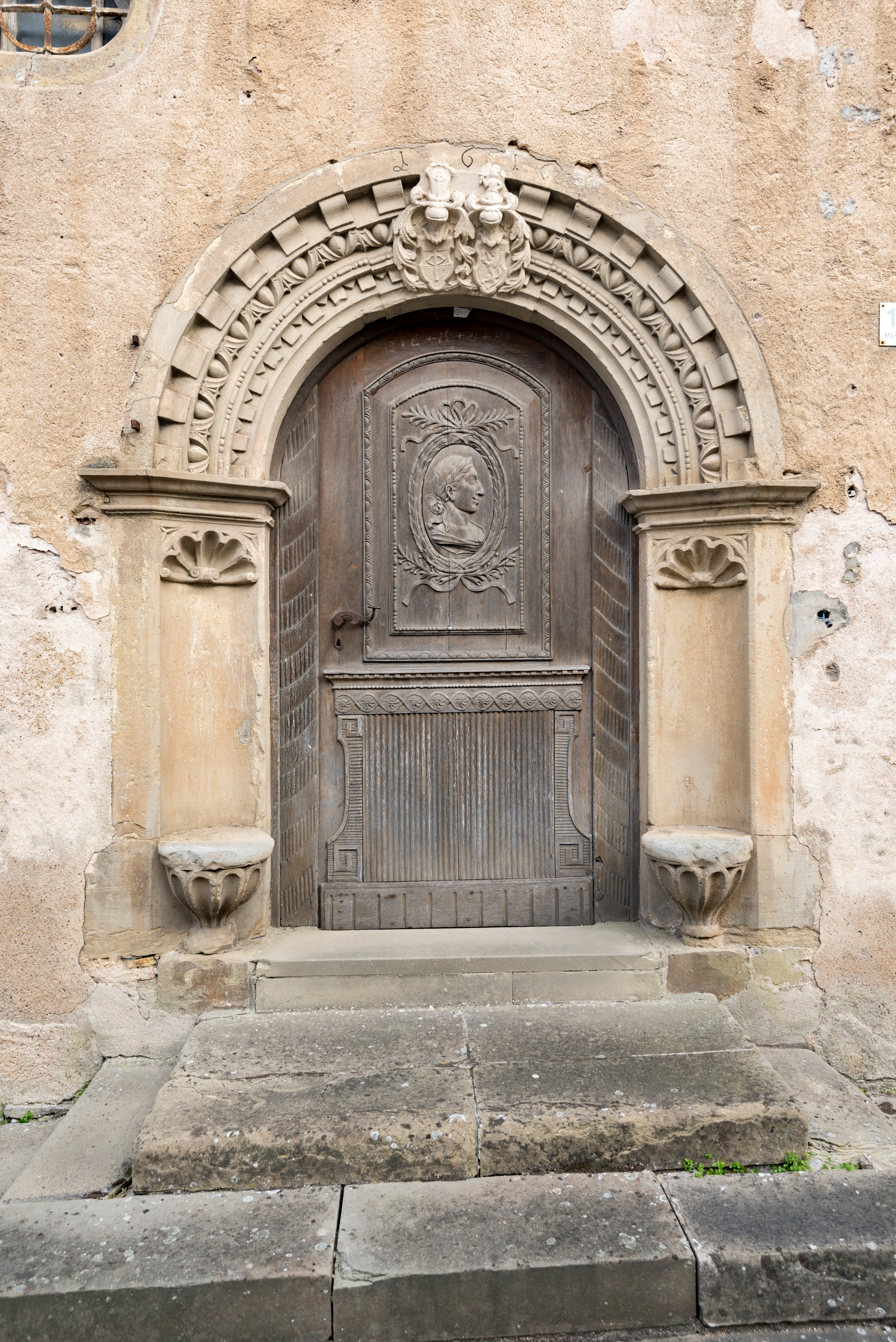
Portal

Das Gebäude Marktplatz 19, auch als Kannenmacher-Haus bezeichnet, in Aub, einer Stadt im unterfränkischen Landkreis Würzburg in Bayern, wurde im Kern im 15. Jahrhundert errichtet. Das Wohnhaus ist ein geschütztes Baudenkmal.
Der zweigeschossige, massive Renaissancebau, wohl mit Fachwerkobergeschoss, Satteldach und reichem Volutengiebel hat ein profiliertes Portal mit dreifach abgestufter Archivolte und Wappenstein, der mit der Jahreszahl 1616 bezeichnet ist. Die Holztür ist mit einem geschnitzten Medaillon geschmückt. 
Die jüdischen Familien Kannenmacher und Rosenfeld (siehe Liste der Stolpersteine in Aub) lebten bis Ende der 1930er Jahre in diesem Haus.  